# Raúl González Blanco
Raúl González Blanco, közismertebb nevén Raúl (Madrid, 1977. június 27. –) 2015-ben visszavonult spanyol labdarúgó, csatár. A Real Madrid színeiben 550 bajnokin szerepelt, ezeken 228 találata van. A válogatottban 102 meccsen 44 gólt szerzett. A válogatottal több világversenyen is szerepelt, ám ezek közül egyiken sem sikerült kiemelkedő eredményt elérnie, ellenben a Real Madriddal hatszoros spanyol bajnok, háromszoros BL-győztes, valamint kétszeres spanyol gólkirály.
2010 nyarán igazolt a német Schalkéhoz, majd két év elteltével Katarba, az Asz-Szaddhoz szerződött.
A legtöbb mérkőzésen ő lépett pályára a Real Madridban
Tagja a FIFA 100-nak, a Pelé által összeállított listának, mely a 125 valaha élt legnagyobb labdarúgót tartalmazza.

## Gyermekkora
Raúl Madridban látta meg a napvilágot 1977. június 27-én egy szegény család gyermekeként, akik a spanyol főváros szerény Colonia Marconi negyedében éltek. Édesapja, Pedro González Blanco, aki elektromos műszerészként dolgozott a madridi Torrejón légi támaszponton, két sportágért rajongott igazán: a bikaviadalért és a labdarúgásért. Előbbit a Las Ventas arénában, utóbbit pedig a Vicente Calderón stadionban figyelte előszeretettel, és ebből is kiderül, Atlético Madrid-drukker volt, ami nem véletlen, hiszen a család Madrid déli részében lakott. Az ifjú Raúl is ott ismerkedett meg a futball alapjaival, a madridi Villaverde kerület Cristóbal de los Angeles nevű kölyökcsapatban. Itt még 3 évig játszott, ezután a kisebbik madridi klub megfigyelői hamarosan jelentették a klub vezetőinek, hogy új tehetségre leltek.

## Pályafutása

### Fiatalkora
| „      | Leginkább az állatokkal szeretek foglalkozni, szeretnék jó állatorvos lenni | ” |
| – Raúl |                                                                             |   |

Raúl végül nem állatorvos lett, hanem megvalósította édesapja álmát, és az Atlético serdülő együttesének igazolt játékosa lett. A csapat utánpótlása akkoriban meglehetősen reményteljes volt. A 14 éven aluliak együttese Francisco de Paula edzősége alatt például 1991-ben a korosztályos bajnokságban fél év alatt 175 gólt rúgott és mindössze egyet kapott. Ez az esemény a „futballőrült” Spanyolországban nagy szenzációnak számított, olyannyira, hogy az egyébként politikai napilapnak számító El País is a címoldalon közölte a hírt. A szezon végén a gárda teljesen megérdemelten szerezte meg a bajnoki címet: összesen 308 gólt rúgtak, ebből Raúl 65-öt. Az Atlético elnöke, Jesús Gil azonban nem volt teljesen megelégedve, mert egy évvel később úgy döntött, hogy megszünteti a klub utánpótlását.
Az utánpótlás-nevelés megszüntetésével Gilék elvesztették egyik legnagyobb tehetségüket, Raúl ugyanis a nagy rivális, a Real Madrid futballistája lett. Maradhatott volna az Atléticónál is, mert bár a korosztályos csapat megszűnt, a klub szerette volna megtartani. Fel is ajánlották neki, hogy havi nyolcezer pesetás ösztöndíjat fizetnek neki és az utazási költségeit is állják. Ezt a pénzt azonban nem fizették ki időben, emiatt édesapja inkább nem játszatta ott tovább fiát. Amiatt nem kellett aggódnia, hogy fia csapat nélkül marad, hiszen a Real Madrid már régóta próbálkozott az ifjú tehetség megszerzésével. Ez végül Fermín Gutiérrez, a korábbi Real-játékos segítségével sikerült is. Gutiérrez akkoriban a királyi gárda utánpótlásánál dolgozott, és meggyőzte Raúlt, hogy szerződjön át a másik madridi együttesbe, amely nem csak megígérte, hanem ki is fizette a pénzbeli juttatást.

### Első lépések a Real Madridnál
Raúl így tehát minden reggel buszra szállt, hogy eljusson a Real utánpótlás-központjába, ahol hamar kiemeltként kezelték, nem véletlenül: például az első idényében a csapatnál 71 gólt lőtt 33 mérkőzésben, ami nagyszerű kezdésnek számított. A Real serdülőcsapatával 1993-ban ugyanúgy bajnokságot nyert, mint egy évvel korábban az Atléticóval. Az 1993-94-es idényben már egy korosztállyal feljebb rúgott negyven gólt, és mindössze 16 évesen két mérkőzést játszhatott a 19 évesek között. A dicsőség kicsit a fejébe is szállt, egy alkalommal például láthatólag duzzogva fogadta, amikor kiderült, hogy taktikai okokból az FC Barcelona elleni rangadón csak a kispadon kap helyet.
Gil ekkoriban meg is próbálta visszacsábítani, ami figyelmeztető jel volt a királyi gárda vezetői számára. A rákövetkező szezont már a Real Madrid C-csapatában kezdte, ahol hét mérkőzésen 13 alkalommal is eredményes volt a spanyol harmadosztályban, a Segunda B-ben, az egyik mérkőzésen például egymaga öt gólt rúgott. Az ifjúsági csapatokban végül összesen 180 gólt szerzett. Ez felhívta rá a nagycsapat vezetőjének, Jorge Valdanónak a figyelmét, aki október elején a Karlsruhe elleni barátságos mérkőzésen kipróbálta a fiatal tehetséget.

### Első évek a felnőtt csapatban
Mindenki nagy jövőt jósolt tehát neki, azt azonban senki sem gondolta volna, hogy ez a jövő egy héten belül bekövetkezik. A Real Zaragoza elleni idegenbeli bajnoki előtt Valdano ugyanis gondolt egyet, felhívta a harmadik csapatból, és a kezdő tizenegybe tette.
Az ifjú csatár a legendás Emilio Butragueño hetes mezét kapta meg, és beírta magát a spanyol futball történelemkönyvébe: ilyen fiatalon ugyanis soha senki nem lépett még pályára bajnokin a blancóknál. A debütálás nem a legjobban sikerült, a Zaragoza ugyanis 3-2-re nyert. Raúl nem lőtt gólt, ám nem játszott rosszul, ugyanis adott egy gólpasszt Amaviscának. Egy héttel később a Santiago Bernabéu stadionban már az összes néző az ő nevét skandálta, a városi rangadón ugyanis nevelőegyesülete, az Atlético ellen alaposan kivette a részét a győzelemből: rúgott egy gólt, adott egy gólpasszt Zamoranonak és kiharcolt egy tizenegyest. Első meccse kezdőként 1995. január 7-én, rögtön a Real Madrid számára az egyik legfontosabb spanyol meccsen, az El Clásicón (itt a 64. percben lecserélték). Az első duplára sem kellett sokat várni: 22-én, a Celta Vigo elleni otthoni meccsen szerzett két gólt.
Mindenki vele foglalkozott, ám ez egyáltalán nem tetszett Valdanónak, aki megtiltotta, hogy szerepeljen a sajtóban. A fokozott sajtóérdeklődés cseppet sem zavarta, hiszen folyamatosan rutinos csatárokat megszégyenítően futballozott. A szezon folyamán összesen 28 mérkőzésen szerepelt, ami, figyelembe véve, hogy a kilencedik fordulóban lépett pályára először, azt jelenti, hogy azt követően csak egy találkozón nem vetették be. Összesen tízszer volt eredményes, és a bajnokság befejeztével - pályafutása során először - bajnoknak mondhatta magát. Valdano iránti tisztelete jeléül hat évvel később első fiának a Jorge nevet adta, jelezve, hogy nem feledi első mesterét, akit futballbéli apjának tekint.
Az 1995-ös junior-világbajnokságon már a válogatottban is alapember volt, és a katari viadalon ezüstérmet szerzett a válogatottal, amelyben rajta kívül többek között olyan futballisták szerepeltek, mint Iván de la Peña vagy Guti. Teljesítmények elismerése pénzben is megmutatkozott: míg első profi szerződésében „csak” havi hatvanezer peseta volt a fizetése, 1995 októberében máris új kontraktust kötött, amelyben már évi 45 milliót garantáltak neki. Már nem kellett busszal járnia az edzésekre: Fermín Gutiérrez, aki időközben az ügynöke is lett, minden reggel elvitte autójával az edzőközpontba, Raúl ekkor ugyanis még nem kaphatott jogosítványt fiatal kora miatt.
Az új szezonban pedig nagyszerűen játszott. Noha a bajnokságot kissé nyögvenyelősen kezdte, a Bajnokok Ligájában a Ferencváros ellen megszerezte első gólját, góljait (rögtön hármat), és ez új lendületet adott neki, és innentől kezdve alig lehetett megállítani. A szezont végül 19 találattal zárta, amivel ötödik lett a góllövőlistán. Szerződése 1996 februárjában ismét módosult, megint a számára kedvező módon: ekkor már évi 150 millió peseta szerepelt a kontraktusban. A szerződés 2005-ig szólt, és szerepelt benne egy záradék, amely szerint Raúl csak akkor adható el, ha legalább 1,6 milliárd pesetát ajánlanak érte.
Időközben az utánpótlás-válogatottal kijutott az olimpiára, és az U21-es Európa-bajnokságon is a döntőig jutott a spanyol csapat, melyben ismét nagy szerepe volt Raúlnak. A fináléban Olaszország volt az ellenfél, és a döntő felemás érzésekkel zárult számára: ő szerezte ugyan csapata egyenlítő találatát, de a tizenegyes-párbajban rontott, és ez azt jelentette, hogy a trófea az olaszoké lett. Ráadásul 1996 nyarán még egy csalódás érte: noha a legtöbben a felnőtt válogatottban szerették volna látni, Javier Clemente nem vitte ki az angliai Európa-bajnokságra, hanem úgy döntött, hogy inkább az olimpián szerepeljen. Az ötkarikás játékok azonban szintén nem sok sikerélményt hoztak a számára: a csoportból ugyan simán továbbjutottak (Franciaország ellen kétszer volt eredményes), ám a nyolcaddöntőben Argentína ellen súlyos vereséget szenvedtek és kiestek.
Mindez azonban különösebben nem zavarta a még mindig csak 19 esztendős futballistát, aki továbbra is bombaformában játszott. Clemente most már nem tehette meg, hogy kihagyja a válogatottból, és 1996 októberében a csehek ellen már pályára küldte Raúlt.

### A legsikeresebb időszak
A bajnokságban is kiválóan futballozott, annak ellenére, hogy új szerepkört kellett megismernie: Predrag Mijatović és Davor Šuker mögött irányító középpályást játszott, teljes sikerrel, hiszen a szezont 21 bajnoki találattal zárta, és ismét aranyérmet akasztottak a nyakába.
Az 1997-es esztendő újabb szerződésmódosítással kezdődött a számára, ám ekkor már nem Fermín Gutiérrez volt a menedzsere. Vele azért szakított, mert Raúl külön kérése ellenére nyilvánosságra hozta, hogy a PSG és az AS Roma is ajánlatot tett a focistának. Új képviselői Alberto Toldrá és Ginés Carvajal lettek. 1997 áprilisában ismét szerződést hosszabbított, ám ez már csak 2002-ig szólt 2006 helyett, az éves fizetés viszont már 300 millió peseta volt. A kontraktusban szereplő záradék összege is megváltozott: egy esetleges érdeklődőnek eszerint már legalább hatmilliárd pesetát (34,3 millió dollárt) kellett volna kifizetnie ahhoz, ha tárgyalni szeretett volna Raúlt illetően.
Az új, meglehetősen értékes kontraktus azonban nem a legjobb hatással volt rá, akiről egyre többet cikkeztek a különböző bulvárlapok. Hol az egyik spanyol színésznővel, hol az aktuális szépségkirálynővel hozták össze, és mivel emellett a Realnak sem nagyon ment a bajnokságban, a kritikus hangok felerősödtek. Hiába zárt tíz góllal a bajnokságban, és vezette végső győzelemre a Bajnokok Ligájában csapatát, a közvélemény nem volt teljesen elégedett vele. Pedig a legrosszabb még hátra volt: az 1998-as világbajnokságon a spanyolokat mindenki az élmezőnybe várta, nem is alaptalanul. A játékoskeret rendkívül erős volt, ám az első két mérkőzésen ez nem nyilvánult meg a pályán. Nigéria ellen ugyan lőtt egy gólt, de a csapat kikapott, Paraguay ellen pedig már senkinek sem ment. A bolgárokat hiába ütötték ki 6-0-lal a spanyolok (Raúl itt csak csere volt), ez is kevés volt a továbbjutáshoz. Ráadásul a vb-t követő első Eb-selejtezőn Cipruson az ő gólja is kevés volt, és vereséget szenvedett a spanyol csapat. Ezenkívül a Real Madrid is válságban volt. A lehető legjobbkor jött tehát a Vasco da Gama elleni Interkontinentális kupadöntő, amit Raúl döntött el. A fiatal csatár olyan gólt lőtt, amit csak nagyon kevesen tudnak. Miután hajszálpontos beadást kapott Seedorftól, kétszer is elfektetve a Vasco de Gama egy-egy becsúszó játékosát, az elvileg gyengébb jobb lábával helyezett a kapus mellett a kapuba.
Ez a találat adta meg a végső lökést számára, és innentől kezdve megint alig hibázott. A bajnokságban 25 góllal zárt, amivel megszerezte pályafutása első gólkirályi címét, a válogatottban pedig egészen elképesztő teljesítményt nyújtott: öt nap alatt hétszer volt eredményes. Előbb Ausztriának köszönt be négyszer, majd négy nappal később San Marinónak rúgott egy mesterhármast. A gólok a következő bajnokságra sem fogytak el: 17 találatig jutott, és az április 15-én, a Real Zaragoza ellen értékesített tizenegyes a századik bajnoki gólja volt pályafutása során. Huszonkét éves volt ekkor. 1999-ben megszerezte pályafutása első gólkirályi címét 25 góllal, ezzel pedig harmadik helyen végzett az Aranycipőért folytatott versenyben.
Kiemelkedő formáját sokan annak is tudták be, hogy magánélete rendeződött, eljegyezte, majd feleségül vette Mamen Sanzot, a Spanyolországban közismert modellt, aki azóta már négy kisfiút is szült neki. A külföldi csapatok ismét legyeskedni kezdtek körülötte, a legkomolyabb a Lazio érdeklődése volt, Sergio Cragnotti ugyanis évi 900 millió pesetát sem sajnált volna érte. A Real drukkerei aggódtak is, hogy esetleg elfogadja a rómaiak ajánlatát. Érezhette a veszélyt a Real vezetősége is, ugyanis júniusban, még az Európa-bajnokság előtt meglepően értékes szerződést kötöttek vele. A kontraktus 2005-ig volt érvényes és évi egymilliárd pesetás fizetést biztosított a játékos számára (5,75 millió dollár), az aláírási záradék pedig 30 milliárd peseta, vagyis 171 millió dollár.
Ilyen előzmények után mindenki azt várta tőle, hogy kiugró teljesítményt nyújt az Európa-bajnokságon, azonban a nagy világversenyeken egyelőre továbbra sem aratott sikert. A szlovének ellen ugyan parádés gólt szerzett, de nem ment neki a játék. Mégis megvolt előtte a lehetőség, hogy nemzeti hőssé váljon: a franciák elleni negyeddöntőben az utolsó percben elvállalta a tizenegyes elvégzését, ám kapu fölé lőtt. A spanyolok kiestek, és a kudarcot sokáig nem is tudta feldolgozni. A bajnokság első hat fordulójában mindössze egy gólt szerzett, ám fokozatosan visszanyerte azonban régi formáját, s immáron másodszor a szezon végén ő vehette át a gólkirálynak járó trófeát. Mivel a BL-ben is megvédte gólkirályi címét, az év végén az Aranylabda egyik legnagyobb esélyesévé lépett elő, azonban sokak meglepetésére nem ő kapta, második lett a szavazáson.
A következő szezon felemásra sikerült, ám klubszinten megint sikeres tudott lenni: újabb BL-győzelem (házi gólkirály 6 találattal), az Európai Szuperkupát is megnyerte a Reallal, és zsinórban harmadszor választották a BL legjobb csatárának. Válogatott szinten ugyan beérte az örök-góllistán Hierrot (29 gól), de a vb újra kudarc: a titkos favorit spanyol válogatott menetelését a hazaiakat több más meccsen is erősen segítő bíró állította meg a negyeddöntőben. Ekkor Raúl sérülés miatt nem segíthetett csapatán. A vb-t feledtetik az újabb klubsikerek: a Real Madriddal első ízben elnyeri az Európai Szuperkupát és másodszor az Interkontinentális kupát, ezzel teljes a nagy nemzetközi mesterhármas (BL, Európai Szuperkupa, Interkontinentális kupa). Az Aranylabda megint elmaradt, pedig a közvélemény nagy része szerint ő volt a fő esélyes.

### Sikertelenség

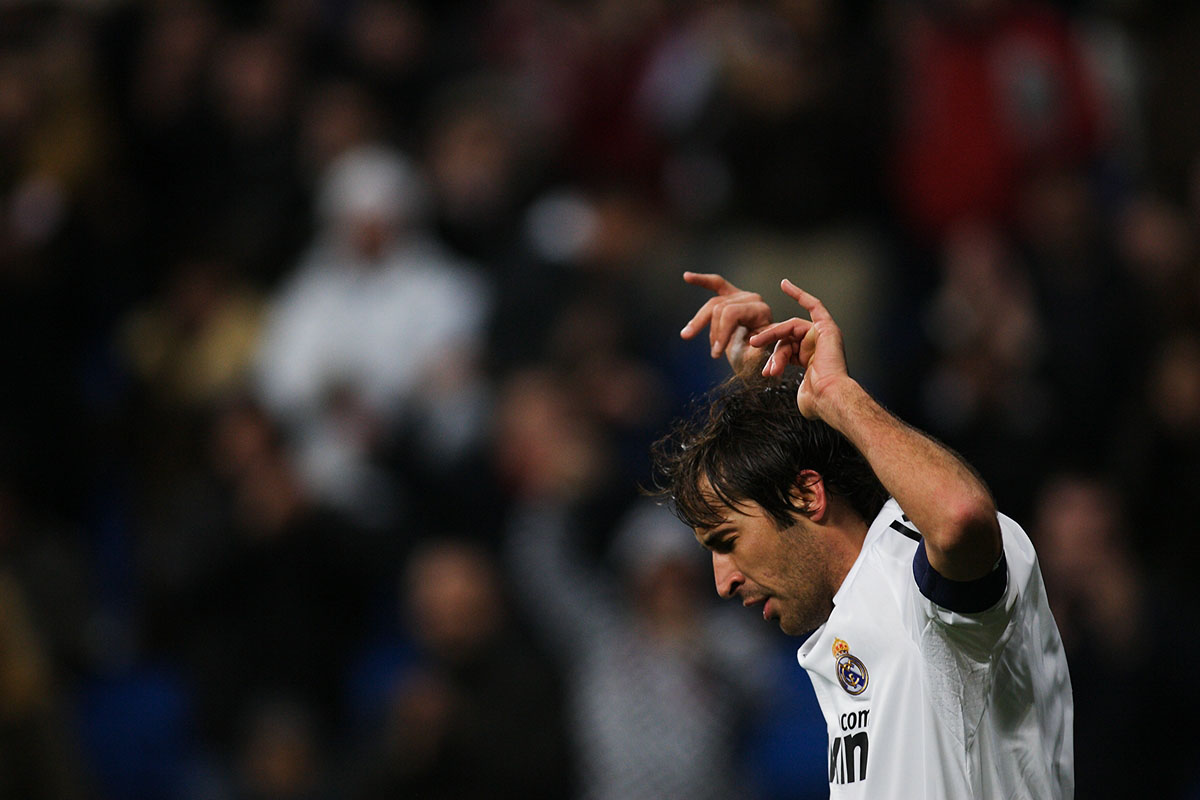
Raúl egy gólja ünneplése közben a Bajnokok Ligájában, a Zenit Szentpétervár ellen.

2003 fontos év karrierjében: hiszen Hierro távozása után már nemcsak a spanyol válogatott, hanem a Real Madrid csapatkapitánya is lesz (ekkor mindössze 26 éves). Kora tavasszal a BL-ben szenzációsan játszott, ám vakbélműtéten esett át, és talán ez is szerepet játszott abban, hogy a Real Madrid elbukott a BL elődöntőjében a Juventus ellen. A bajnokságot ellenben megnyerték, ez volt a 4. bajnoki címe, majd nyár végén a Spanyol Szuperkupát is elhódította csapatával, immár csapatkapitányként először emelhette magasba a serleget. Az év során megerősítette vezető helyét mind a válogatott, mind a BL örök-góllövőlistáján. A spanyol válogatott Eb-pótselejtezőre kényszerült, és Raúl szinte egymaga vitte ki a csapatát a 2004-es Eb-re; talán ez volt az első olyan év, amikor a válogatottban jobban szerepelt, mint klubjában, melynek továbbra is ő volt az egyik legjobbja.
A 2004-es évet nagy elánnal kezdte, főként a spanyol kupában villogott, ám súlyos magánéleti gondokkal küzdött, ami kihatott a játékára is, és pályafutása egyik legrosszabb formáját hozta tavasszal. Alig-alig talált a kapuba, mindez nagyon kihatott az egész Real Madrid teljesítményére hisz – Zidane mellett – elsősorban rá épült a csapat játéka. A Real hosszú idő után ismét trófea nélkül zárta az évet, 1999 után először nem nyernek semmit. A spanyol kupadöntőt drámai körülmények között bukták el, a BL-ben szintén így búcsúztak a legjobb nyolc között, a kimerült sztárok nem bírták a bajnoki hajrát sem. Raúlnak egy esélye maradt: a 2004-es Eb, a szomszédos Portugáliában. De csakúgy, mint csapattársai, ő sem tudott jó teljesítményt nyújtani a tornán. Ezt a csapat nagyon megsínylette, és a spanyolok már a csoportkör után búcsúztak, ezúttal megérdemelten. A görögök elleni zseniális sarkazós gólpassza valószínűleg sokáig megmarad a legtöbb szurkoló emlékezetében, de ennek ellenére nem játszott jól. Az oroszok ellen még megúszta, de a görögök ellen az elhibázott fejesei már a győzelembe kerültek, míg a portugálokkal szemben szinte helyzetbe sem került. Ennek ellenére sem váltott Saez, Spanyolország kiesett, Raúl pedig vezérként egy újabb nagy tornán bukott el.
Ám volt az évnek egy pozitívabb oldala is, ugyanis számos rekordot döntött meg: a 2004-es esztendő zárásakor – és azóta is – ő a Bajnokok Ligája (BEK-et is beleszámítva) örökös meccs- és gólrekordere, továbbá a spanyol válogatottban tovább növelte előnyét a góllövőlistán, illetve a Real Madrid klubrekordjai közül a nemzetközi meccsek és gólok számában tört az élre. Ekkor a klub hívei már a legendás Alfredo Di Stéfanóval és több korábbi Real-sztárral emlegették őt egy lapon.
A 2005-ös esztendő nagytakarítással kezdődött a Realnál: új alelnök, sportigazgató valamint edző került a csapathoz, ami nyilvánvalóvá tette, hogy a Real nem zárhatja újból üres kézzel a szezont. Ám csak két hetet kellett várni az első hatalmas pofonra, a csapat kiesett a 16 között a spanyol kupából egy másodosztályú klub ellen, így ez a trófea továbbra is hiányzik sikerei közül. De ez még csak a kezdet, a csapat elvérzett a Bajnokok Ligája nyolcaddöntőjében, így nem jut a 8 közé, amire éppen nyolc éve nem volt példa, ám ő lesz a BL történelmének első játékosa, aki 50 gól fölé jut (egykori madridi elődjét, Di Stéfanot megelőzve). Az újabb és talán minden eddiginél csúfosabb szezont már csak a bajnoki cím elnyerése menthette volna meg. De hiába nyerte sorozatban a mérkőzéseket a csapat, az ősi rivális Barcelona sem hibázott, így ismét üres kézzel zárja a szezont a Real Madrid. Két év trófea nélkül, ilyenre nagyon régen nem volt példa a királyi gárdánál. Nyáron inkább gyengült a keret mintsem erősödött, ráadásul ősszel sem a csapatnak, sem Raúlnak nem ment a játék. A spanyol válogatott újra pótselejtezőre kényszerült, azonban a szlovák csapat nem jelentett akadályt, így a Selección kijutott a németországi vb-re. 2005. november 19-e gyászos nap Raúl és a Real Madrid életében is, a csapat nagyon rég nem látott, megalázó verést kapott a Barcelonától, ráadásul hazai pályán, ezen kívül Raúl egy szerencsétlen mozdulat következtében pályafutása legsúlyosabb sérülését szenvedte el, ami után majdnem fél évig lábadozott.
A 2006-os év elejét Raúl sérülése miatt kihagyta, de még így is a vártnál jóval korábban tért vissza, és már részese lehetett az újabb BL-kudarcnak az Arsenal ellen. A Real egymás után másodjára búcsúzott a nyolcaddöntők után. Raúl és a csapat végigszenvedte a liga hátralévő fordulóit, és végül sikerült a 2. helyre felkapaszkodni, emellett a kupában sem termett babér a Real számára. Három év trófea nélkül, ilyet a Real Madrid több mint 50 éve nem produkált, nem csoda hogy a nyáron elnökválasztást írtak ki. Raúlnak talán az utolsó vb-je következett, az utolsó nagy esély a vb-címre, és talán arra is, hogy feltámadjon. A válogatott jól játszott a csoportmeccseken, de az egyenes kieséses szakaszban már az első meccsen elvérzett Franciaország ellen, egy sima 3-1-gyel. Raúl a vb-n javuló játékot mutatott, és a csapattal együtt sikerre éhesen várta az új szezont.
A 2006–2007-es szezonban negatív rekordot produkált azzal, hogy mindössze 7 gólt szerzett az idény során. Addig minden szezonjában legalább 10 gólja volt, de a gyengébb teljesítmény talán annak is betudható, hogy az edző, Fabio Capello a szokásosnál hátrébb játszatta.

### Másodvirágzás

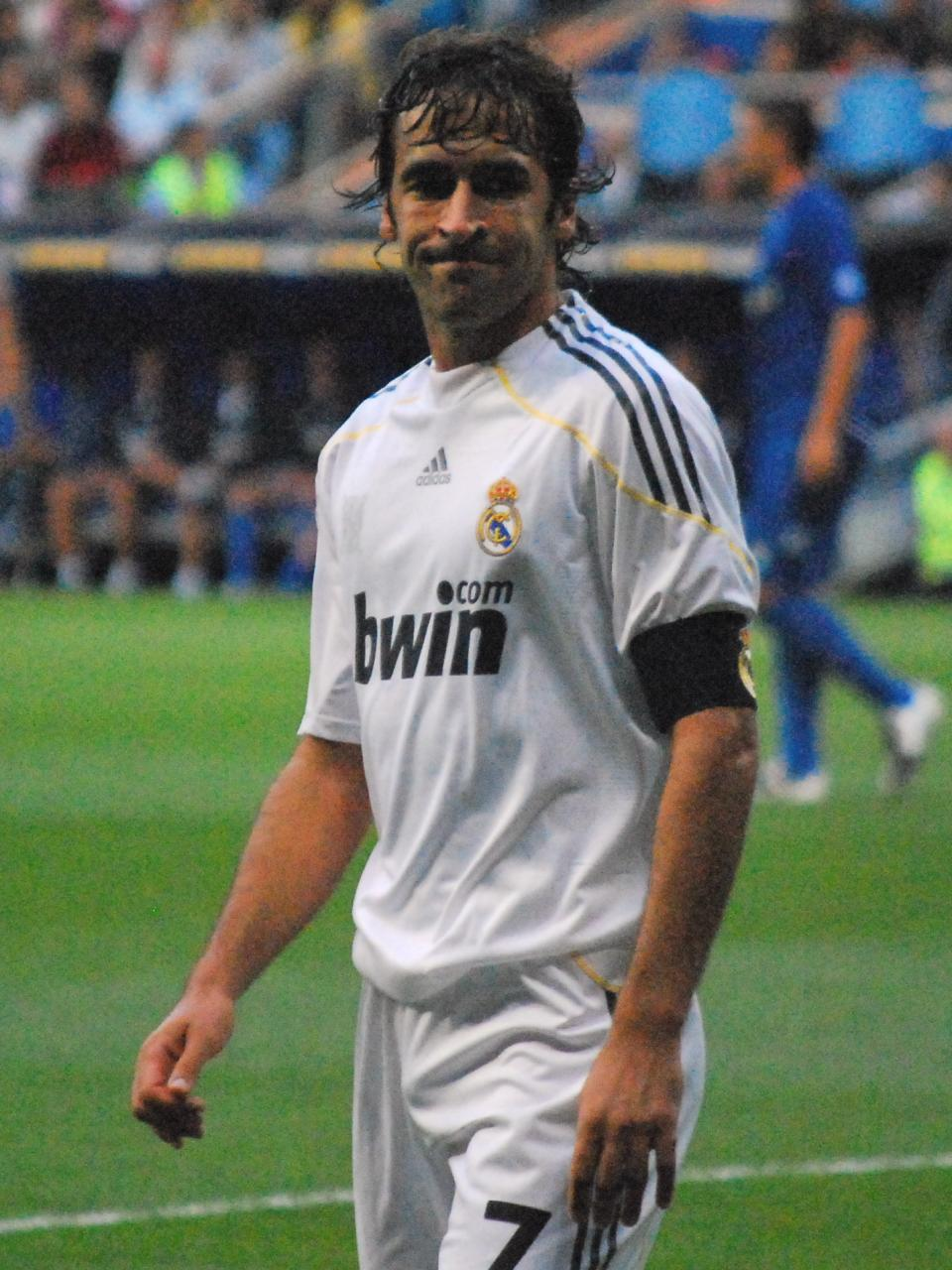
Raúl 2009-ben

Miután viszonylag kevés, de annál fontosabb góljaival aktívan részt vett a 2006–2007-es bajnokság győzelmeiben, Raúl sokat javult a 2007–2008-as idényben, amelyben már majdnem annyi gólt lőtt, mint legsikeresebb időszakában. Feltámadása azzal volt magyarázható, hogy közelebb került „természetes élőhelyéhez”, a büntetőterülethez és az, hogy egy remek csatárt, Ruud van Nistelrooyt szerződtették mellé.
A 2007–2008-as szezonnak új reményekkel vágott neki. Új edző, új remények – talán így lehetett összefoglalni a várakozásokat mind Raúl, mind a Real szempontjából. A vezetőség új edzővel (Bernd Schuster) erre a szezonra is a bajnokság megnyerését valamint a BL-győzelmet célozta meg csapatával.
A Bajnokok Ligája nyolcaddöntőjében a Roma mégis megálljt parancsolt a királyi gárdának. Raúl mindkét meccsen szerzett 1-1 gólt, ám ez is kevés volt az üdvösséghez. A csapat sorozatban negyedik szezonjában kénytelen búcsúzni a BL küzdelmeitől a nyolcaddöntőben.
A bajnokságban az ő és a csapat sorsa is sokkal jobban alakult.
Hosszú évek óta a legeredményesebb szezonját produkálta, a szezonban összesen 18 gólt szerzett, ezzel a Real házi gólkirálya lett Ruud van Nistelrooyt megelőzve, és a Pichichi-trófeáért folyó versenyben is az igen előkelő 5. helyen végzett. Az elmúlt idényekben 7, 5, 9, illetve 11 találatig jutott a 30 éves csatár, ami a korábbi teljesítményének tudatában elég gyenge teljesítmény. A nyáron érkezett új tréner, Bernd Schuster az elődeihez képest sokkal többször, és az eddiginél előrébb szerepeltette, és ezt rendszeresen meg is hálálta. A 2007-08-as szezont kis híján húsz góllal zárta a spanyol válogatottba is visszavágyó csatár, amire legutóbb a 2000–2001-es bajnoki kiírásban volt példa.
Ebben a szezonban kétszer jubilált. Először 2008 januárjában, amikor 643 Real Madridban lejátszott meccsével beérte, sőt, azóta már meg is előzte az addig előtte álló Santillanát, később pedig megszerezte kétszázadik bajnoki gólját.
A Real Madrid góllövőinek örökranglistáján az első helyen áll, bajnokikon hét, összesítésben kilenc góllal megelőzve di Stéfanot. A spanyol bajnokság góllövőinek mindenkori listáján jelenleg az ötödik (itt a Bilbao-játékos Zarra vezet 251 találattal), ám nagy az esélye, hogy innen még előre fog lépni, ugyanis még csak 30 éves… Ezen a listán egyébként szintén megtalálható di Stéfano, a harmadik helyen, 227 találattal.
Bemutatkozó idényét kivéve tíz éven keresztül legalább 43 meccsen szerepelt egy idényben, akkor viszont térdében részben elszakadt a keresztszalag, öt hónapig lábadozott. Formájának visszanyerése még tovább tartott, hónapokig nem rúgott gólt. A 2006–2007-es idényt magához képest kifejezetten gyenge átlaggal, 43 meccsen mindössze 12 góllal zárta.
Pályájának negatívuma a sok gól ellenére a válogatott. Válogatott-mezben sosem tudta magából kihozni a maximumot, amikor csak rajta volt a felelősség, nem teljesített megfelelően.
A 2008-09-es szezon a csapat szempontjából nem sikerült jól. A Barcelona ezúttal sikert sikerre halmozott, így a bajnokságban hamar kiderült, nincs sok esély a végső győzelemre. A 2009 tavaszi El Clásicón a Real elszenvedte története legsúlyosabb hazai vereségét, a végeredmény 2–6 lett. Raúl ezen a meccsen nem szerzett gólt. A szezon végén a házi góllövőlistán Raúl holtversenyben az élen végzett Gonzalo Higuaínnal, 22 góllal.

### A második Pérez-éra alatt

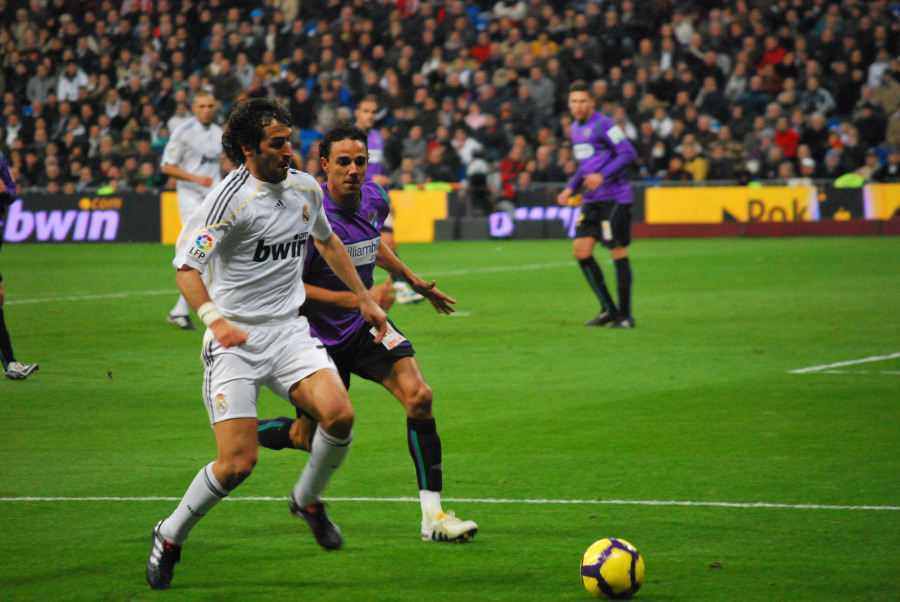
Utolsó madridi szezonjában, a Málaga ellen

2009 nyarán Florentino Pérezt ismét megválasztották a Real elnökének. Előző elnöki ciklusához hasonlóan ismét több sztárjátékost igazolt, így Raúlnak ismét komoly konkurenciája akadt a kezdőcsapatba kerüléstért. Eddigi csatártársa, Gonzalo Higuaín mellé Pérez támadóposztra leigazolta Cristiano Ronaldót és Karim Benzemát. A szezon elején még körülbelül azonos időt játszottak, aztán Raúl fokozatosan a kispadra szorult. Októberben, a Valladolid elleni 4–2-es győzelem alkalmával 2 gólt szerzett. A kevés játéklehetőség miatt többször is felmerült Raúl visszavonulásának lehetősége. Utolsó madridi mérkőzését április 24-én, a Real Zaragoza ellen játszotta, amikor az ötvenedik percben megsérült, és le kellett cserélni. Ezt követően a szezon hátrelévő részében a sérülésével lábadozott. A szezon végeztével érkező új edző, José Mourinho szerette volna rábírni Raúlt a maradásra, ő nem szeretett volna még egy idényt harmadik vagy negyedik számú csatárként eltölteni.

### Először más csapatban
Raúl 2010. július 28-án kétéves szerződést írt alá a német Schalke 04 csapatával. Bár korábban megkereste őt egy meg nem nevezett orosz klub, valamint Katarból és az USA-ból is voltak ajánlatai, a Schalkét választotta a BL-szereplés miatt. Első góljait egy kétszer harminc perces meccsekből álló felkészülési villámtorna, a Liga Total! Cup döntőjében szerezte, a Bayern München ellen. Mindkét gól rá jellemző találat volt, az első egy kapufáról visszapattant lövés után lett gól, a második pedig egy átemelés után talált utat a hálóba.
Első hivatalos mérkőzését a Bundesliga első fordulójában, a Hamburg elleni 2–1-es vereség alkalmával játszotta, első gólját pedig a Borussia Dortmund ellen szerezte szeptember 25-én. A csendesebb szezonkezdet után jó formába lendült: két gólt szerzett a St. Pauli, hármat pedig a Werder Bremen ellen. December 18-án másodszor ért el mesterhármast, ezúttal a Köln ellen. Tavasszal a kupa elődöntőjében szerzett győztes gólt a Bayern München 1–0-s legyőzésekor, ezzel a Schalke 2005 óta először jutott kupadöntőbe. Itt a másodosztályú MSV Duisburg volt az ellenfél, amely ugyancsak rég, 2004 óta nem játszhatott döntőt a sorozatban. A Duisburg 5–0-s legyőzésével a Schalke 2005 után ismét kupagyőztes lett, maga Raúl pedig először nyert hazai kupát aktuális csapatával, ugyanis a Real Madrid még az ő pályafutása előtt, 1993-ban nyerte meg a Copa del Reyt. Maga a bajnokság egyébként nem sikerült jól, a szezon elején a Schalke sokáig kiesőhelyen is állt. Bár indulhatott nemzetközi kupában, ezt csak a kupagyőzelemnek köszönhette, ugyanis a bajnokságban csak a középmezőnyben végzett.
A nemzetközi kupasorozatokban elért gólokat tekintve ismét, immár valószínűleg végleg megelőzte az olasz Filippo Inzaghit, aki minden UEFA-kupasorozatot (Bajnokok Ligája, UEFA-kupa, később Európa-liga, Szuperkupa stb.) figyelembe véve hetven találatnál jár. Később Gerd Müller rekordját is megdöntötte, aki addig a legtöbb nemzetközi gól birtokosa volt. Ezt Raúl annak köszönhette, hogy betalált még a Bajnokok Ligája csoportkörében, a Hapoel ellen háromszor, majd a negyeddöntőben a Valencia elleni visszavágón egyszer, végül az Internazionale elleni negyeddöntő két mérkőzésén egyszer-egyszer. Az Internazionale legyőzése azt jelentette, hogy a Scahlke története során először BL-elődöntőt játszhatott. Itt a Manchester United volt az ellenfél, amely végül simán, kettős győzelemmel búcsúztatta a Schalkét. A visszavágót követően Raúl a Manchester legendájával, Ryan Giggsszel cserélt mezt.
A 2011-12-es szezonban, a november 19-i, Nürnberg elleni mérkőzésen először volt csapatkapitány új csapatában Benedikt Höwedes sérülése miatt. December 17-én ismét mesterhármast szerzett a Werder Bremen ellen, így a téli szünetet a Schalke dobogón, harmadikként várhatta. 2012. február 29-én megszerezte pályafutása négyszázadik gólját felnőttkarrierje során, ebből 323-at a Real Madrid, 44-et a válogatott, 33-at pedig a Schalke játékosaként. Április 5-én, az Athletic Bilbao elleni Európa-liga-negyeddöntő során megszerezte hetvenhetedik európai kupasorozatban lőtt gólját.

## Al Sadd
2012-ben Raúl a szezon végéig szóló szerződést kötött a katari Asz-Szadd al-Katarial. Először gólt a második fordulóban szerzett, a Katar SC elleni 5-2-es siker alkalmával lőtt két gólt, utána nem kellett sokat várni az újabb Raúl-gólra, a harmadik játéknapon az Umm Salal ellen talált be.Az első szezonjában új csapatát 9 gólt elérve,igazi vezérként vezette bajnoki címre!

### A spanyol válogatottban
1996 novemberében mutatkozott be a spanyol válogatottban egy Csehország elleni mérkőzésen, ám a szurkolók már korábban is a csapatba követelték, szívesen a csapatban látták volna már az 1996-os Eb-n is. Ám az akkori szövetségi kapitány, Javier Clemente még nem vitte ki az Eb-re, hanem inkább az olimpiára küldte az akkor még alig 19 éves játékost. Az azóta lejátszott 102 meccsén 44 gólt szerzett. 102 lejátszott meccsével második a spanyol válogatottsági örökranglistán Zubizarreta mögött, míg 44 szerzett góljával az örökranglista élén áll (a második Fernando Hierro 29 góllal).
A Real ikonja már több világversenyen is játszott. Ezek az 1998-as vb, a 2000-es Eb, a 2002-es vb, a 2004-es Eb, valamint a 2006-os vb. Ám hiába volt ezeken mindig talán nem is olyan titkos esélyes Spanyolország, eddig sosem sikerült kiugró eredményt elérnie a válogatottal. Alighanem egyik legnagyobb személyes kudarca, amikor a 2000-es Eb negyeddöntőjében a franciák ellen, az utolsó pillanatban elvállalt egy tizenegyest, ám kihagyta és a csapat kiesett. A válogatottban a legjobb teljesítményt akkor nyújtotta, amikor a 2000-es Európa-bajnokság selejtezőiben 9 meccsen 11 gólt szerzett.
Kifejezetten jól játszott ő és a válogatott is a 2002-es vb-n, a csoportjukból könnyedén tovább is jutottak három győzelemmel Szlovénia, Paraguay és Dél-Afrika ellen, azonban a negyeddöntőben a hazai pálya előnyét élvező dél-koreaiak tizenegyesekkel (és a bíró hathatós segítségével, aki nem adott meg két szabályos gólt a spanyol csapatnak, ráadásul tévesen lest ítélt, amikor Luis Enrique egyedül vezette a labdát kapura) kiejtették a spanyol csapatot. A világbajnokságon három gólt szerzett, de a negyeddöntőben sérülés miatt nem tudott játszani.
A 2006-os vb-n sem a csapat, sem ő nem játszott rosszul, a csoportkörből simán, csoportelsőként továbbjutottak (például az első meccsen az ukránokat 4–0-ra verték), minden meccsen játszott, és a Tunézia ellen lőtt gólja után ő lett a 18. játékos, aki három vb-n minimum 1 gólt szerzett (ugyanezt a rekordot a szaúd-arábiai Sami Al-Jaber is beállította ezen a vb-n). 2006 óta, kevéssel a válogatottban lejátszott 100. mérkőzése után, Raúl már nem szerepel a szövetségi kapitány, Luis Aragonés tervei között. Nem beválasztása egyfajta lavinát indított el, ami akkor élénkült fel igazán, amikor a formája a legjobb időszakára emlékeztetően alakult. A vita elérkezett egy olyan pontra, ahol Luis Aragonés és Raúl egy sajtótájékoztató megtartása mellett döntenek, hogy megpróbálják tisztázni a vitát, amely a Real Madrid játékosának a válogatottból való kimaradása körül bontakozott ki. Ám hiába, miután Aragonés kvázi megígérte, hogy behívja Raúlt a válogatottba, az egyik utolsó barátságos meccsen az olaszok ellen behívott 22 játékos között továbbra sincs ott a Real Madrid csatára.
Raúl áprilisban tett egy igen optimista nyilatkozatot, és úgy vélte, hogy ha továbbra is jól játszik és rúgja a gólokat, akkor lehet esélye bekerülni a kontinensviadalra utazó spanyol keretbe, amelyben 2006 szeptemberében szerepelt utoljára.
Az északírek elleni csúfos, 3-2-es vereség óta nem hívta be őt Luis Aragonés annak ellenére, hogy kiváló formában volt, a Bajnokok Ligájában öt gólt szerzett, a bajnokságban pedig 18-at rúgott.

#### Statisztikái a világbajnokságokon
| vb   | Válogatott    | Eredmény      | Gólok | Meccsek |
| ---- | ------------- | ------------- | ----- | ------- |
| 1998 | Spanyolország | Csoportkör    | 1     | 3       |
| 2002 | Spanyolország | Negyeddöntős  | 3     | 4       |
| 2006 | Spanyolország | Nyolcaddöntős | 1     | 4       |

#### Eb-statisztikái
| Eb   | Válogatott    | Eredmény     | Gólok | Mérkőzések |
| ---- | ------------- | ------------ | ----- | ---------- |
| 2000 | Spanyolország | Negyeddöntős | 1     | 4          |
| 2004 | Spanyolország | Csoportkör   | 0     | 3          |

#### Olimpián
| Olimpia      | Válogatott    | Eredmény     | Gólok | Mérkőzések |
| ------------ | ------------- | ------------ | ----- | ---------- |
| Atlanta 1996 | Spanyolország | Negyeddöntős | 2     | 4          |

## Magánélete
Raúl felesége Mamen Sanz, korábbi spanyol modell és televíziós személyiség. A feleségéhez kapcsolódó történet, hogy minden egyes gólja után ad egy puszit a jegygyűrűjére, utalva ezzel Mamen iránti hűségére. Újabban egy kicsit átalakult a gólöröme, ugyanis a szokásos „gyűrűcsók” mellett mostanában egy-egy gólja után mindkét hüvelykujjával a hátán lévő nevére és a mezszámra mutat.
Raúlnak jelenleg öt gyermeke van. Jorge (akit Jorge Valdano után nevezett el) 2000. február 5-én, Hugo (Raúl gyerekkori példaképe, Hugo Sánchez után) pedig 2002. november 20-án látta meg a napvilágot. A két kisebb ikerfiú, Héctor és Mateo 2005. november 17-én született, ők Héctor Rial és Lothar Matthäus után kapták nevüket. A négy fiú mellett van egy lánya, őt Maríának hívják. Raúl nagyon szeret olvasni, főleg egy spanyol költő, Arturo Pérez-Reverte könyveit, szereti a spanyol zenét, valamint „tipikus” spanyol lévén imádja a bikaviadalokat és szabadidejében szeret vadászni is.

## Sikerei, díjai

### Klubcsapat
Real Madrid CF
- Spanyol bajnok: 1994–95, 1996–97, 2000–01, 2002–03, 2006–07, 2007–08[48]
- Spanyol szuperkupa: 1997, 2001, 2003, 2008[48]
- UEFA-bajnokok ligája:1997–98, 1999–00, 2001–02[48]
- UEFA-szuperkupa: 2002[48]
- Interkontinentális kupa: 2000, 2002[48]

FC Schalke 04
- Német kupa: 2010–11
- Német szuperkupa: 2011

Asz-Szadd al-Katari
- Katari bajnokság: 2012–13
- Katari kupa: 2014

### Egyéni sikerei
- Pichichi-trófea: 1999, 2001[48]
- Az év spanyol labdarúgója: 1997[48]
- A spanyol kupa legjobb gólszerzője: 2004[48]
- Az év legjobb spanyol sportolója: 2007[49]
- 2008 áprilisában a Real szurkolói a csapat valaha volt 3. legjobb játékosának választották: 1 Alfredo Di Stéfano, 2 Zinédine Zidane , 3 Raúl, 4 Roberto Carlos, 5 Santiago Bernabéu, 6 Iker Casillas , 7 Fernando Hierro, 8 Emilio Butragueño, 9 Puskás Ferenc, 10 Hugo Sánchez, 11 Ricardo Zamora, 12 Pirri, 13 Fernando Redondo, 14 José Antonio Camacho, 15 Santillana, 16 Gento, 17 Juanito, 18 Amancio, 19 Del Bosque, 20 Pahíño[50][51]
- A bajnokok ligája Aranycipője: 2000, 2001[48]
- Aranylabda, ezüst díj: 2001[48]
- Az év labdarúgója, bronz díj: 2001[48]
- FIFA 100 legnagyobb élő labdarúgói: 2004[48]
- A Királyi Lovagrend Arany Medálja a Sportban Érdemeltekért: 2006[48]

## Rekordok
- A 800. gólt rúgta a spanyol labdarúgó-válogatott történelmében, 1999. március 27-én, Ausztria ellen
- A 900. gólt rúgta a spanyol labdarúgó-válogatott történelmében, 2002. szeptember 7-én, Görögország ellen
- A spanyol labdarúgó-válogatott második legeredményesebb gólszerzője 44 találattal, David Villa mögött
- A Real Madrid történelmében legtöbb gólt szerző játékos az Atlético Madrid ellen (11)
- Az 5. mindenkori legeredményesebb gólszerző a La Ligában (228):[52]
- A Real Madrid történetének második legeredményesebb játékosa a bajnokságban: 228[53]
- A legfiatalabb játékos a spanyol bajnokság történetében, aki elérte az 50 bajnoki gólos álomhatárt(alig több, mint 20 évesen)
- Szintén ő a valaha volt legfiatalabb játékos, aki a 100 gólos álomhatárt elérte (22 évesen)
- A 150 gólos álomhatárt is ő érte el a leggyorsabban (25 évesen)
- Legalább egy gólt szerzett három különböző világbajnokságon, ami a spanyol válogatottban rajta kívül csak Julio Salinasnak sikerült.
- A Bajnokok Ligájában az 5. legtöbb mérkőzésén szereplő labdarúgó (142)[54]
- 2 gól 3 Bajnokok Ligája döntőben
- 30 hónap alatt nem kapott sárga lapot és profi pályafutása alatt nem állították ki[55]
- A Bajnokok Ligájában 15 egymást követő idényben szerzett legalább egy gólt.

## Statisztikái

### Klub
2012. április 5. szerint
| Klub               | Szezon             | Bajnokság | Bajnokság | Kupa  | Kupa  | Európa1 | Európa1 | Egyéb2 | Egyéb2 | Összesen | Összesen |
| Klub               | Szezon             | Mérk.     | Gólok     | Mérk. | Gólok | Mérk.   | Gólok   | Mérk.  | Gólok  | Mérk.    | Gólok    |
| ------------------ | ------------------ | --------- | --------- | ----- | ----- | ------- | ------- | ------ | ------ | -------- | -------- |
| Real Madrid        | 1994–95            | 28        | 9         | 2     | 1     | 0       | 0       | —      | —      | 30       | 10       |
| Real Madrid        | 1995–96            | 40        | 19        | 2     | 1     | 8       | 6       | 2      | 0      | 52       | 26       |
| Real Madrid        | 1996–97            | 42        | 21        | 5     | 1     | —       | —       | —      | —      | 47       | 22       |
| Real Madrid        | 1997–98            | 35        | 10        | 1     | 0     | 11      | 2       | 2      | 3      | 49       | 15       |
| Real Madrid        | 1998–99            | 37        | 25        | 2     | 0     | 8       | 3       | 2      | 1      | 49       | 29       |
| Real Madrid        | 1999–00            | 34        | 17        | 4     | 0     | 15      | 10      | 4      | 2      | 57       | 29       |
| Real Madrid        | 2000–01            | 36        | 24        | 0     | 0     | 12      | 7       | 2      | 1      | 50       | 32       |
| Real Madrid        | 2001–02            | 35        | 14        | 6     | 6     | 12      | 6       | 2      | 3      | 55       | 29       |
| Real Madrid        | 2002–03            | 31        | 16        | 2     | 0     | 12      | 9       | 2      | 0      | 47       | 25       |
| Real Madrid        | 2003–04            | 35        | 11        | 7     | 6     | 9       | 2       | 2      | 1      | 53       | 20       |
| Real Madrid        | 2004–05            | 32        | 9         | 1     | 0     | 10      | 4       | —      | —      | 43       | 13       |
| Real Madrid        | 2005–06            | 26        | 5         | 0     | 0     | 6       | 2       | —      | —      | 32       | 7        |
| Real Madrid        | 2006–07            | 35        | 7         | 1     | 0     | 7       | 5       | —      | —      | 43       | 12       |
| Real Madrid        | 2007–08            | 37        | 18        | 1     | 0     | 8       | 5       | 2      | 0      | 48       | 23       |
| Real Madrid        | 2008–09            | 37        | 18        | 1     | 3     | 7       | 3       | 2      | 0      | 47       | 24       |
| Real Madrid        | 2009–10            | 30        | 5         | 2     | 0     | 7       | 2       | —      | —      | 39       | 7        |
| Real Madrid        | Összesen           | 550       | 228       | 37    | 18    | 132     | 66      | 22     | 11     | 741      | 323      |
| Schalke 04         | 2010–11            | 34        | 13        | 4     | 1     | 12      | 5       | 1      | 0      | 51       | 19       |
| Schalke 04         | 2011–12            | 27        | 12        | 3     | 2     | 11      | 4       | 1      | 0      | 42       | 18       |
| Schalke 04         | Összesen           | 61        | 25        | 7     | 3     | 23      | 9       | 2      | 0      | 93       | 37       |
| Karrierje összesen | Karrierje összesen | 611       | 253       | 44    | 21    | 155     | 75      | 24     | 11     | 834      | 398      |

1 Tartalmazza a Bajnokok Ligája és UEFA Kupa/Európa Liga mérkőzéseket.
2 Tartalmazza a Spanyol Szuperkupa, Európai Szuperkupa, Interkontinentális kupa, FIFA Klubvilágbajnokság és a Német Szuperkupa mérkőzéseket.

### Válogatott
2006. szeptember 6. szerint.
| Válogatott    | Év  | Mérkőzés | Gól |
| ------------- | --- | -------- | --- |
| Spanyolország |     |          |     |
| 1996          | 4   | 1        |     |
| 1997          | 6   | 0        |     |
| 1998          | 10  | 4        |     |
| 1999          | 9   | 10       |     |
| 2000          | 11  | 3        |     |
| 2001          | 9   | 5        |     |
| 2002          | 9   | 6        |     |
| 2003          | 10  | 8        |     |
| 2004          | 13  | 3        |     |
| 2005          | 12  | 2        |     |
| 2006          | 9   | 2        |     |
| Összesen      | 102 | 44       |     |

## Edzői statisztika
2021. december 18-án lett frissítve.
| Csapat                      | Nemzet   | –tól             | –ig                 | Mérleg     | Mérleg | Mérleg | Mérleg | Mérleg | Mérleg | Mérleg | Mérleg |
| M                           | GY       | D                | V                   | Győzelem % | RG     | KG     | +/-    |        |        |        |        |
| --------------------------- | -------- | ---------------- | ------------------- | ---------- | ------ | ------ | ------ | ------ | ------ | ------ | ------ |
| Real Madrid Castilla        | spanyol  | 2019. június 20. | Jelenlegi           | 70         | 28     | 21     | 21     | 40     | 105    | 85     | +20    |
| Real Madrid U19 (megbízott) | spanyol  | 2020. július 1.  | 2020. augusztus 31. | 4          | 4      | 0      | 0      | 100    | 11     | 4      | +7     |
| összesen                    | összesen | összesen         | összesen            | 74         | 32     | 21     | 21     | 43.24  | 116    | 89     | +27    |